# 越田謙治郎
越田 謙治郎（こしだ けんじろう、1977年〈昭和52年〉9月6日 - ）は、日本の政治家。兵庫県川西市長（2期）。

## 経歴
兵庫県川西市出身。川西市立川西小学校、川西市立川西中学校、履正社高等学校卒業。2000年（平成12年）3月、同志社大学法学部政治学科卒業。同年4月、中央出版に就職。2002年（平成14年）、退職。同年の川西市議会議員選挙に25歳1ヶ月で初当選（当時、全国最年少）。2006年（平成18年）、再選。
2011年（平成23年）4月10日に行われた兵庫県議会議員選挙に民主党公認で立候補し初当選した。2015年（平成27年）4月、再選。同年8月、「ローカル・マニフェスト推進地方議員連盟」の共同代表に就任。
2017年（平成29年）7月、民進党を離党。
2018年（平成30年）4月13日、任期満了に伴う川西市長選挙へ出馬する意向を固めたことが関係者への取材で明らかとなった。同年7月31日、県議を辞職。10月21日に行われた市長選挙で、大塩民生市長の後継指名を受けた元市議の森本猛史（自民党推薦）を斥け初当選した。10月28日、市長就任。
※当日有権者数：131,888人 最終投票率：51.70%（前回比：－3.79pts）
| 候補者名   | 年齢 | 所属党派 | 新旧別 | 得票数   | 得票率 | 推薦・支持         |
| ---------- | ---- | -------- | ------ | -------- | ------ | ------------------ |
| 越田謙治郎 | 41   | 無所属   | 新     | 43,212票 | 64.99% |                    |
| 森本猛史   | 38   | 無所属   | 新     | 23,281票 | 35.01% | （推薦）自由民主党 |

## 市政・人物
- 市長就任後、財政再建のため自身の給与を15％、副市長の給与を10％減額した[12]。
- 2019年（令和元年）6月24日、国民健康保険の財源の一つとなる国の普通調整交付金の申請で2017年度、職員が数字を3桁間違えて算定し、本来の交付額に対し約5,800万円が未交付になったと発表した[13]。この責任をとり、同年7月29日、自身と副市長の給与を3か月間、すでに行っている減額措置からさらに20％減額すると発表した[12]。
- 同年10月4日、第14回マニフェスト大賞において優秀マニフェスト推進賞を受賞した[14][15]。
- 2020年（令和2年）5月18日、新型コロナウイルス感染症の拡大を受け、自身と副市長の同年7月から12月までの月額給与を5％減額すると発表した。この措置で減額幅は20％となる。川西市議会も同日、全市議26人の7月から12月までの月額報酬を10％、年間の政務活動費を10％、委員会視察の旅費計260万円をそれぞれ削減すると発表した。削減効果は計約1,350万円[16]。
- 同年7月10日、LGBTなど性的少数者のカップルが婚姻に相当する関係にあると認める「パートナーシップ宣誓制度」を導入すると発表した。同制度は8月1日から実施された[17][18]。